# Крокер (Міссурі)
Крокер (англ. Crocker) — місто (англ. city) в США, в окрузі Пуласкі штату Міссурі. Населення — 929 осіб (2020).

## Географія
Крокер розташований за координатами 37°56′49″ пн. ш. 92°16′5″ зх. д. / 37.94694° пн. ш. 92.26806° зх. д. (37.946872, -92.267918).  За даними Бюро перепису населення США в 2010 році місто мало площу 3,22 км², з яких 3,22 км² — суходіл та 0,00 км² — водойми.

## Демографія
Згідно з переписом 2010 року, у місті мешкало 1110 осіб у 433 домогосподарствах у складі 278 родин. Густота населення становила 345 осіб/км².  Було 525 помешкань (163/км²).
Расовий склад населення:
| - 95,9 % — білих - 0,8 % — корінних американців - 0,5 % — чорних або афроамериканців - 0,1 % — азіатів |

До двох чи більше рас належало 2,3 %. Частка іспаномовних становила 2,8 % від усіх жителів.
За віковим діапазоном населення розподілялося таким чином: 29,9 % — особи молодші 18 років, 56,5 % — особи у віці 18—64 років, 13,6 % — особи у віці 65 років та старші. Медіана віку мешканця становила 33,5 року. На 100 осіб жіночої статі у місті припадало 99,3 чоловіків;  на 100 жінок у віці від 18 років та старших — 90,7 чоловіків також старших 18 років.
Середній дохід на одне домашнє господарство  становив 42 352 долари США (медіана — 37 697), а середній дохід на одну сім'ю — 41 690 доларів (медіана — 34 643). За межею бідності перебувало 25,9 % осіб, у тому числі 31,1 % дітей у віці до 18 років та 10,6 % осіб у віці 65 років та старших.
Цивільне працевлаштоване населення становило 382 особи. Основні галузі зайнятості: освіта, охорона здоров'я та соціальна допомога — 24,6 %, роздрібна торгівля — 16,5 %, мистецтво, розваги та відпочинок — 12,0 %, публічна адміністрація — 9,2 %.